# Cole il fuorilegge
Cole il fuorilegge (Cole Younger, Gunfighter) è un film del 1958 diretto da R.G. Springsteen.
È un western statunitense con Frank Lovejoy e James Best. È basato sul romanzo del 1950  The Desperado di Clifton Adams. Ambientato in Texas poco dopo la fine della guerra civile, il film pone in scena il fuorilegge Cole Younger, ex militare dei confederati poi a capo di una banda criminale organizzata con i suoi fratelli Jim, John e Bob.

## Trama
Nel 1873, i cittadini del Texas vengono umiliati e oppressi dall'amministrazione del governatore E.J. Davis che ha appositamente creato un corpo di polizia, i cosiddetti "Bluebellies". In un piccolo villaggio due giovani, Kit Caswell e Frank Wittrock, tentano di opporsi ai soprusi del corpo dei Bluebellies, capeggiato dal capitano Follyard. Sonoramente picchiati, i due fuggono abbandonando le famiglie e le fidanzate per evitare rappresaglie. Lungo il cammino si imbattono in un fuorilegge, Cole Younger; Frank vorrebbe ucciderlo e incassarne la taglia, ma Kit si oppone e continua con lui il vagabondaggio, mentre Frank ritorna in città deciso a vendicarsi.
Spinto dal desiderio di rivedere i genitori e la fidanzata Lucy, anche Kit decide di tornare e di costituirsi ma, giunto a casa, viene a sapere che Follyard ha ucciso suo padre. Appoggiato da Cole, si reca dal capitano per vendicare suo padre, ma non trova il coraggio. Alla scena assiste Frank, che uccide Follyard e un suo aiutante, ma fa ricadere la colpa su Kit, sperando anche in questo modo di portargli via Lucy, su cui nel frattempo ha messo gli occhi. Kit, inconsapevole delle manovre di Frank, manda un biglietto alla fidanzata fissando un appuntamento, ma Frank intercetta il messaggio e fa arrestare l'amico.
Al processo, Frank rinnova le accuse ma interviene Cole e ristabilisce la verità. Il fuorilegge ha rischiato la vita per salvare l'amico, ma non può più essere arrestato e si allontana indisturbato, mentre Kit e Lucy possono finalmente vivere la loro storia d'amore.

## Produzione
Il film è basato sul romanzo del 1950 The Desperado di Clifton Adams., che già aveva avuto nel 1954 una prima trasposizione cinematografica per la regia di Thomas Carr, intitolata come il libro Desperado e sceneggiata da Daniel Mainwaring. 
La nuova versione, diretta da R.G. Springsteen sempre su una sceneggiatura di Daniel Mainwaring, non differisce sostanzialmente dalla prima se non per l'uso del colore e del Cinemascope e fu prodotta da Ben Schwalb per la Allied Artists Pictures.Le riprese furono eseguite nel ranch di Corriganville a Simi Valley, nel Vasquez Rocks Natural Area Park ad Agua Dulce e nell'Iverson Ranch a Chatsworth, Los Angeles, in California, da fine settembre all'inizio di ottobre 1957. Il titolo di lavorazione fu Johnny Ringo.

## Distribuzione
Il film fu distribuito con il titolo Cole Younger, Gunfighter negli Stati Uniti dal 30 marzo 1958 al cinema dalla Allied Artists Pictures.
Altre distribuzioni:
- in Giappone il 1º maggio 1958
- in Finlandia il 24 luglio 1959 (Siniset paholaiset)
- in Svezia il 24 agosto 1959 (Snaran väntar)
- in Danimarca il 29 gennaio 1962 (Texas Kid)
- in Brasile (Seu Destino de Glória)
- in Spagna (El desesperado)
- in Francia (Le desperado des plaines)
- in Grecia (Monomahia sti Sierra)
- in Italia (Cole il fuorilegge)
- in Norvegia (Fredløse ryttere)
- in Germania Ovest (Die Draufgänger von San Fernando)

## Promozione
Le tagline sono:
- COLDEST, QUICKEST OF ALL THE GREAT OUTLAWS!
- ROWDIEST, LUSTIEST AFFAIR EVER SEEN!
- SIZZLING WESTERN!
- Never give them an even chance to draw!
- The Fastest Gun To Kingdom Come! From Tombstone to Abilene even the best of them feared Cole Younger!